# HMS Monnow
HMS Monnow (K441) – brytyjska, a następnie kanadyjska fregata z okresu II wojny światowej, jedna ze 135 zbudowanych jednostek typu River. Okręt został zwodowany 4 grudnia 1943 roku w stoczni Charles Hill & Sons w Bristolu, a do służby w Royal Navy wszedł 11 maja 1944 roku z numerem burtowym K441. W sierpniu 1944 roku fregata weszła w skład Royal Canadian Navy pod nazwą HMCS „Monnow”, zachowując numer taktyczny. Po zakończeniu działań wojennych jednostka została zwrócona Brytyjczykom, po czym 20 października 1945 roku sprzedano ją Danii. Okręt wszedł do służby w Królewskiej Duńskiej Marynarce Wojennej pod nazwą KDM „Holger Danske” (F338). Fregata została wycofana ze służby w sierpniu 1959 roku i złomowana w roku następnym.

## Projekt i budowa
Projekt okrętu powstał na skutek konieczności budowy jednostek eskortowych przeznaczonych do ochrony konwojów o lepszych parametrach od korwet typu Flower, budowanych masowo w początkowym okresie II wojny światowej. Bazując na rozwiązaniach konstrukcyjnych tych ostatnich, inżynier William Reed zaprojektował jednostki znacznie dłuższe, szersze, wyposażone w siłownię o większej mocy z dwiema śrubami (lecz nadal była to maszyna parowa, znacznie tańsza od nowocześniejszych turbin parowych), co w konsekwencji spowodowało wzrost zasięgu, dzielności morskiej, prędkości i ilości przenoszonego uzbrojenia. Wykorzystanie cywilnych metod budowy i podzespołów dało możliwość masowej i taniej produkcji okrętów nawet w małych stoczniach, w wyniku czego powstało aż 135 fregat typu River. Nowy typ jednostki zwalczania okrętów podwodnych był pierwszym, który został sklasyfikowany jako fregata.
HMS „Monnow” zbudowany został w stoczni Charles Hill & Sons w Bristolu. Stępkę okrętu położono 28 czerwca 1943 roku, został zwodowany 4 grudnia 1943 roku, a ukończono go w maju 1944 roku .

## Dane taktyczno-techniczne
Okręt był oceaniczną fregatą, przeznaczoną głównie do zwalczania okrętów podwodnych. Długość całkowita wynosiła 91,8 metra (86,3 metra między pionami), szerokość 11,2 metra i zanurzenie maksymalne 3,89 metra . Wyporność standardowa wynosiła pomiędzy 1398 a 1460 ton, a pełna 2134–2180 ton. Okręt napędzany był przez dwie maszyny parowe potrójnego rozprężania o łącznej mocy 5500 KM, do których parę dostarczały dwa trójwalczakowe kotły Admiralicji . Dwuśrubowy układ napędowy pozwalał osiągnąć prędkość 20 węzłów. Okręt zabierał maksymalnie zapas 646 ton mazutu, co zapewniało zasięg wynoszący 7200 Mm przy prędkości 12 węzłów (lub 5400 Mm przy prędkości 15 węzłów) .
Uzbrojenie artyleryjskie jednostki składało się z dwóch pojedynczych dział uniwersalnych kal. 102 mm (4 cale) QF HA Mark XIX L/40 . Uzbrojenie przeciwlotnicze składało się z 4–6 pojedynczych działek automatycznych Oerlikon kal. 20 mm Mark II/IV L/70 . Broń ZOP stanowiły: miotacz Hedgehog oraz osiem miotaczy i dwie zrzutnie bomb głębinowych (z łącznym zapasem do 150 bg) . Wyposażenie radioelektroniczne obejmowało radary Typ 271 lub 272, 291 oraz sonary .
Załoga okrętu składała się z 140 oficerów, podoficerów i marynarzy.

## Służba

### Royal Navy
Okręt wszedł do służby w Royal Navy 11 maja 1944 roku, otrzymując numer taktyczny K441 . Podczas kilkumiesięcznej służby w marynarce brytyjskiej jednostka uczestniczyła w eskorcie sześciu konwojów: ON-235 (maj), HX-292 (maj – czerwiec), ON-240 (czerwiec), HX-297 (czerwiec – lipiec), ON-245 (lipiec) i HX-302 (sierpień) .

### Royal Canadian Navy
W sierpniu 1944 roku fregata została przekazana Kanadzie, wchodząc w skład Royal Canadian Navy pod nazwą HMCS „Monnow”, zachowując numer taktyczny K441. W barwach kanadyjskich „Monnow” eskortował cztery kolejne konwoje: JW-62 (listopad – grudzień 1944 roku), RA-62 (grudzień), DS-63 (marzec 1945 roku) i SD-63 (marzec) . Okręt został zwrócony Brytyjczykom po zakończeniu działań wojennych w Europie, 11 czerwca 1945 roku.

### Kongelige Danske Marine
20 października 1945 roku fregata została zakupiona przez Danię i przyjęta w skład Kongelige Danske Marine pod nazwą KDM „Holger Danske”. Okręt otrzymał nowy numer burtowy F338 . Jednostka pełniła funkcję okrętu szkolnego. W 1946 roku dokonano instalacji dodatkowego uzbrojenia: pojedynczego działka Bofors kal. 40 mm Mark 3 L/60 i dwóch pojedynczych wyrzutni torped kal. 450 mm . W latach 1948–1949 wymieniono główne uzbrojenie artyleryjskie, montując dwie pojedyncze armaty kal. 127 mm Mark 30 L/38 . W 1951 roku zamiast dwóch działek kal. 20 mm zamontowano trzy pojedyncze działka Bofors kal. 40 mm Mark 3 L/60, a w roku następnym usunięto z pokładu wyrzutnie torpedowe .
Fregata została wycofana ze służby w sierpniu 1959 roku i złomowana w roku następnym w Odense .